# Rogério Manjate
Rogério Manjate (ur. 1972 w Lourenço Marques) – mozambicki aktor, reżyser i pisarz.
Studiował agronomię na Uniwersytecie im. Eduardo Mondlane (UEM). W latach 1991–1995 był członkiem mozambickich grup teatralnych Mbêu i Mutumbela Gogo. W 2000 roku opublikowana została opracowana przez niego antologia literatury mozambickiej, zatytułowana Colectânea breve de literatura moçambicana. Rok później wydał zbiór opowiadań Amor Silvestre. 
Zajmuje się także tworzeniem filmów, wyprodukowany i wyreżyserowany przez niego film I love You, otrzymał nagrodę dla najlepszego filmu krótkometrażowego na Durban International Film Festival

## Wybrane publikacje
- Colectânea breve de literatura moçambicana (red. 2000)
- Amor Silvestre (2001)
- Casa em flor (2004)
- An interrogation of the body archetypes in theatre making (2014)

## Filmografia
- O meu marido esta a negar (film dokumentalny, 2007)
- I Love You (2008)